# Difusión démica
La difusión démica es un modelo antropológico que intenta explicar los cambios culturales a partir de las migraciones. Se opone a la difusión transcultural, que no incluye cambios de población sino contacto entre comunidades diferenciadas. Uno de sus máximos proponentes fue Luigi Luca Cavalli-Sforza. Este modelo postula que un grupo humano con una tecnología o idea determinada se desplaza de su zona de origen y exporta con ella la innovación a otros sitios. En esta nueva ubicación, la población local es conquistada, asimilada, desplazada o se produce una mezcla entre los dos pueblos. El cambio cultural pasa a ser autóctono de la nueva zona, idéntico al original o con variaciones. Las lenguas indoeuropeas (desde el Urheimat) o los cultivos agrícolas pueden explicarse con este modelo.